# Гимн Австралии
Гимн Австралии — «Развивайся, прекрасная Австралия» (англ. Advance Australia Fair) был сочинён Питером Доддсом Маккормиком в 1878 году. В 1984 году лейбористское правительство Роберта Хоука заменило им God Save the Queen после того, как опросы австралийцев показали, что «Advance Australia Fair» — самый популярный вариант нового гимна.

## История создания
Advance Australia Fair была впервые публично исполнена в Сиднее 30 ноября 1878. Именно этой песней хор в 10 000 человек приветствовал создание Австралийского Союза 1 января 1901 года. Тридцать лет спустя после первого исполнения правительство премировало МакКормика сотней фунтов. Песня широко использовалась в официальных мероприятиях и в рекламе, не имея никакого официального статуса.
В 1973 году был организован первый национальный конкурс на новый, «настоящий» национальный гимн. По итогам этого конкурса в тройке финалистов оказались Advance Australia Fair, Waltzing Matilda и Song of Australia. На следующий год государственное бюро статистики провело опрос 60 000 человек, который вывел на первое место именно Advance Australia Fair.
21 мая 1977 государство провело национальный плебисцит по выбору национального гимна — гражданам был предложен выбор из трёх вышеупомянутых песен и гимн Великобритании God Save the Queen. Advance Australia Fair победила, получив 43,6 % голосов, на втором месте была Waltzing Matilda c 28,5 %. 19 апреля 1984 народный выбор был утверждён официальным решением правительства и генерал-губернатора.
В год двухсотлетия Австралии, а точнее — в полночь 1 января 1988 года — национальный гимн «Вперёд, прекрасная Австралия» исполнила Джули Энтони. Ей также выпала честь снова исполнить гимн своей страны на церемонии открытия XXVII Летних Олимпийских игр, проходивших в Сиднее.
Чтобы учесть историю коренных народов Австралии с января 2021 года в текст гимна было внесено изменение: во второй строчке вместо «young and free» («где юность со свободой…») стало «one and free» («где единство со свободой…»).

## Официальный текст
Australians all let us rejoice,
For we are one and free;
We’ve golden soil and wealth for toil,
Our home is girt by sea;
Our land abounds in Nature’s gifts
Of beauty rich and rare;
In history’s page, let every stage
Advance Australia fair!
In joyful strains then let us sing,
«Advance Australia fair!»
Beneath our radiant southern Cross,
We’ll toil with hearts and hands;
To make this Commonwealth of ours
Renowned of all the lands;
For those who’ve come across the seas
We’ve boundless plains to share;
With courage let us all combine
To advance Australia fair.
In joyful strains then let us sing
«Advance Australia fair!»

### Перевод на русский язык
Австралийцы, всё к счастью для нас
Здесь, где единство с свободой цветут.
Дом в оправе морей наш — бесценный алмаз —
Ты даешь нам богатства за труд.
Край – дар звёзд, сквозь века свет глаз их,
Книги волн, трав, камней здесь собрали и
Со страниц их поет каждый штрих
Про цветенье Австралии.
Чтоб от радости петь, когда сердце кричит,
Расцветай, о Австралия.
Под сияющим Южным Крестом
Мы союз наций сплав возвели.
Здесь сердцами, руками, умом и трудом
Так, чтоб знали все страны земли.
Все, кто смог сквозь моря путь пробить
К безграничью равнин, обретали их,
Чтоб с отвагой сердец своих слить
К процветанью Австралии.
Чтоб от радости петь, когда сердце кричит,
Расцветай, о Австралия.

### Изначальный текст 1878 года
Australia’s sons let us rejoice,
For we are young and free;
We’ve golden soil and wealth for toil,
Our home is girt by sea;
Our land abounds in Nature’s gifts
Of beauty rich and rare;
In history’s page, let every stage
Advance Australia fair!
In joyful strains then let us sing,
«Advance Australia fair!»
When gallant Cook from Albion sail’d,
To trace wide oceans o’er,
True British courage bore him on,
Till he landed on our shore.
Then here he raised Old England’s flag,
The standard of the brave;
With all her faults we love her still,
«Britannia rules the wave!»
In joyful strains then let us sing
«Advance Australia fair!»
Beneath our radiant southern Cross,
We’ll toil with hearts and hands;
To make this youthful Commonwealth
Renowned of all the lands;
For loyal sons beyond the seas
We’ve boundless plains to share;
With courage let us all combine
To advance Australia fair.
In joyful strains then let us sing
«Advance Australia fair!»
While other nations of the globe
Behold us from afar,
We’ll rise to high renown and shine
Like our glorious southern star;
From England, Scotia, Erin’s Isle,
Who come our lot to share,
Let all combine with heart and hand
To advance Australia fair!
In joyful strains then let us sing
«Advance Australia fair!»
Shou’d foreign foe e’er sight our coast,
Or dare a foot to land,
We’ll rouse to arms like sires of yore
To guard our native strand;
Britannia then shall surely know,
Beyond wide ocean’s roll,
Her sons in fair Australia’s land
Still keep a British soul.
In joyful strains then let us sing
«Advance Australia fair!»